# Малые ГЭС Дагестана
Малые ГЭС Дагестана — гидроэлектростанции мощностью менее 25 МВт, расположенные на территории республики Дагестан.
Республика Дагестан, в связи с наличием горного рельефа, обладает значительным гидроэнергетическим потенциалом — 55 млрд кВт·ч (теоретический). Реки региона принадлежат к бассейну рек Сулак (наиболее значительные водотоки — рр. Сулак, Аварское Койсу, Андийское Койсу, Каракойсу, Казикумухское Койсу), Самур, также имеется ряд небольших самостоятельных рек, впадающих в Каспийское море. Гидроэнергетический потенциал используется несколькими крупными, средними и малыми ГЭС. К числу первых относится Чиркейская ГЭС (1000 МВт, р. Сулак), Ирганайская ГЭС (400 МВт, р. Аварское Койсу), Миатлинская ГЭС (220 МВт, р. Сулак), Гоцатлинская ГЭС (100 МВт, р. Аварское Койсу),  Чирюртская ГЭС-1 (72 МВт, р. Сулак), Гельбахская ГЭС (44 МВт, р. Сулак). Большинство ГЭС Дагестана принадлежат ПАО «РусГидро», входя в состав её Дагестанского филиала.

## Действующие малые ГЭС

### Гергебильская ГЭС
Расположена на р. Каракойсу. Мощность ГЭС — 17,8 МВт, среднегодовая выработка — 61,5 млн кВт·ч. Введена в эксплуатацию в 1940 году, реконструирована с увеличением мощности в 1989—1990 годах.

### Гунибская ГЭС
Расположена на р. Каракойсу. Мощность ГЭС — 15 МВт, среднегодовая выработка — 57,6 млн кВт·ч. Введена в эксплуатацию в 2005 году.

### Чирюртская ГЭС-2
Расположена на отводящем канале Чюрюртской ГЭС-1 (р. Сулак). Мощность ГЭС — 9 МВт, среднегодовая выработка — 42,9 млн кВт·ч. Введена в эксплуатацию в 1964 году.

### Ахтынская ГЭС
Также называется Малая Ахтынская ГЭС. Расположена на реке Ахтычай, в Ахтынском районе, у села Ахты. Строительство ГЭС начато в 1949 году, пущена в 1957 году при мощности 1,2 МВт (2 гидроагрегата). В 1971 году остановлена и законсервирована. В 1990-х годах было принято решение о восстановлении станции, в ходе работ были реконструированы водозаборные сооружения и подводящий канал, построено новое здание ГЭС, установлено новое оборудование. В 1997 году пущен первый гидроагрегат, в 2001 году установлено ещё два гидроагрегата. ГЭС построена по деривационной схеме, имеет подводящий канал длиной около 6 км. Мощность ГЭС — 1,8 МВт. В здании ГЭС установлено 3 гидроагрегата мощностью по 0,6 МВт. Возможно расширение ГЭС с установкой 2 дополнительных гидроагрегатов мощностью по 0,6 МВт с доведением мощности ГЭС до 3 МВт. В 2025 году продана компанией РусГидро компании ООО «ЭкоЭнерджи», эксплуатируется её дочерней компанией АО «Самурская генерирующая компания».

### Аракульская ГЭС
Расположена на реке Хиривалю, в Рутульском районе. Строительство ГЭС началось весной 2007 года, закончилось в конце декабря 2007 года ГЭС деривационного типа. В состав сооружений ГЭС входят арочная железобетонная плотина высотой 9 м, водоприемник, деривационный трубопровод диаметром 1,02 м и длиной 1,4 км, здание ГЭС. Мощность ГЭС — 1,415 МВт, среднегодовая выработка — 6 млн кВт·ч. В здании ГЭС установлено два горизонтальных гидроагрегата: ГА-9 мощностью 1,1 МВт и ГА-2 мощностью 0,315 МВт, работающих при расчётном напоре 71 м. ГЭС работает в полностью автоматическом режиме. Гидроагрегаты с радиально-осевыми турбинами, производства компании «ИНСЭТ» (Санкт-Петербург). В 2024 году продана компанией «РусГидро» компании «ЭкоЭнерджи».

### Шиназская ГЭС
Расположена на реке Шиназчай, в Рутульском районе. Строительство ГЭС началось весной 2007 года, закончилось в конце декабря 2007 года. Мощность ГЭС — 1,315 МВт, среднегодовая выработка — 3,86 млн кВт·ч. ГЭС деривационного типа, в состав сооружений станции входит плотина из железобетона высотой 4 м, совмещённая с водозаборным сооружением, напорный трубопровод длиной 1381 м и диаметром 1,02 м, два турбинных водовода, здание ГЭС, водобойный колодец с водоотводным каналом. В здании ГЭС установлено два горизонтальных гидроагрегата с радиально-осевыми турбинами РО-120-ГМ-65 и РО-100-ГМ-40, работающими на расчётном напоре 80 м. Гидроагрегаты приводят в действие гидротурбины СГ-1250 и СГ-315. По состоянию на 2020 год станция не функционировала, был запланирован её демонтаж. В 2024 году продана компанией «РусГидро» компании «ЭкоЭнерджи». По состоянию на 2025 год эксплуатировалась АО «Самурская генерирующая компания». 

### Магинская ГЭС
В некоторых источниках называется Маикчайская ГЭС. Расположена на реке Маги (Маик-Чай), притоке р. Самур, в Рутульском районе. Строительство ГЭС началось 18 сентября 2006 года, река Маги была перекрыта в конце октября 2006. К концу декабря 2006 строительство ГЭС было в основном завершено. ГЭС деривационного типа. В состав сооружений ГЭС входят низконапорная плотина, водоприёмник, деривационные трубопроводы длиной 700 м, здание ГЭС. Мощность ГЭС 1,2 МВт, среднегодовая выработка — 2,0-3,0 млн кВт·ч. В здании ГЭС установлено два гидроагрегата мощностью по 0,6 МВт. ГЭС работает в полностью автоматическом режиме. В 2024 году продана компанией «РусГидро» компании «ЭкоЭнерджи». По состоянию на 2025 год эксплуатировалась АО «Самурская генерирующая компания».

### Амсарская ГЭС
Расположена на реке Маги (Маик-Чай), в Рутульском районе (выше Магинской ГЭС). Строительство ГЭС началось весной 2007 года и продолжалось 7 месяцев. Пуск ГЭС состоялся 24 декабря 2007 года. ГЭС деривационного типа. В состав сооружений ГЭС входят низконапорная железобетонная плотина высотой 4 м, водоприёмник, деривационный трубопровод диаметром 1 м и длиной 1,02 км, здание ГЭС. Мощность ГЭС — 1 МВт, среднегодовая выработка — 3,86 млн кВт·ч. В здании ГЭС установлено два горизонтальных радиально-осевых гидроагрегата ГА-2 мощностью по 0,5 МВт, работающих при расчётном напоре 78 м. ГЭС работает в полностью автоматическом режиме. Стоимость сооружения ГЭС составила 52 млн рублей. Установленные на ГЭС гидроагрегаты производства компании «ИНСЭТ» (Санкт-Петербург). В 2024 году продана компанией «РусГидро» компании «ЭкоЭнерджи». По состоянию на 2025 год эксплуатировалась АО «Самурская генерирующая компания».

### Агульская ГЭС
Расположена на реке Чирагчай в Агульском районе, в 100 м выше с. Чираг. Введена в эксплуатацию 1 марта 2006 года, ГЭС была построена за 6 месяцев. Мощность ГЭС — 0,6 МВт, среднегодовая выработка 2,5 млн кВт·ч. ГЭС создана по деривационной схеме, в состав сооружений входят водосливная плотина длиной 37 м и высотой 5 м с тремя пролётами и промывником, водоприёмник, деривационный трубопровод длиной 1750 м и диаметром 0,6-1,0 м пропускной способностью 0,8 м³/с, здание ГЭС модульного типа. В здании ГЭС установлен один горизонтальный гидроагрегат с радиально-осевой турбиной РО 230/791-Г-50, работающей на расчётном напоре 113 м. Перед турбиной смонтирован дисковый затвор. Турбина приводит в действие гидрогенератор СГ 630/10,5-1000 УХЛ4. С начала 2010 года станция не функционирует вследствие разрушения селевым потоком водозаборного сооружения и деривационного трубопровода, в 2020 году был запланирован окончательный вывод из эксплуатации и демонтаж ГЭС. В 2024 году безвозмездно передана компанией РусГидро муниципальному образованию «Агульский район».

### Бавтугайская ГЭС
Построена как экспериментальная станция с целью демонстрации технологии строительства малых ГЭС «Прометей», разработанной и запатентованной дагестанскими энергетиками. Использует перепад высот между деривационным каналом Чирюртской ГЭС-1 и старым руслом реки Сулак. Введена в эксплуатацию в 2000 году. Мощность ГЭС 0,6 МВт. Принадлежит ООО «Энергостой ЛТД».

### Курушская ГЭС
Расположена на реке Усухчай, в Докузпаринском районе. Начало строительства — 1949 год, введена в эксплуатацию в 1951 году как межколхозная электростанция. В 1973 году ГЭС была законсервирована, восстановлена в 1986 году. ГЭС построена по деривационной схеме. Состав сооружений: здание ГЭС, гравитационная плотина, напорный трубопровод протяженностью около 1,2 км, водосбросная труба. Полезная ёмкость водохранилища суточного регулирования — 8 тыс. м³, максимальная площадь водохранилища — ок. 5 тыс. м² Мощность ГЭС — 0,48 МВт, Среднегодовая выработка 1,0 млн.кВт·ч. В здании ГЭС установлено 2 ковшовых гидроагрегата мощностью по 0,24 МВт (турбины фирмы «Фойт», генераторы фирмы «Сименс»), работающих при напоре 290 м. В 2006 году ГЭС прошла капитальный ремонт (была реконструирована плотина и очищено от донных отложений водохранилище). В 2024 году продана компанией «РусГидро» компании «ЭкоЭнерджи». По состоянию на 2025 год эксплуатировалась АО «Самурская генерирующая компания».

## Строящиеся и проектируемые малые ГЭС
Заявлен ряд проектов создания малых ГЭС, находящихся в разной степени готовности к реализации.

### Курминская ГЭС
Расположена на р. Каракойсу. Согласно проекту, мощность ГЭС — 15 МВт, среднегодовая выработка — 57,5 млн кВт·ч. Состав сооружений ГЭС:
- бетонная арочная плотина высотой 32,5 м с водозабором;
- напорный деривационный трубопровод диаметром 3 м и длиной 0,2 км
- здание ГЭС с тремя радиально-осевыми гидроагрегатами мощностью по 5 МВт, работающих при расчётном напоре 32,2 м.

ГЭС рассматривается как следующий этап развития каскада ГЭС на р. Каракойсу. Проектные проработки по ГЭС были проведены в 1990-х годах, однако недостаток средств сдерживал реализацию проекта. Весной 2007 года проект строительства ГЭС был представлен потенциальным инвесторам. К осени 2007 года работы по ГЭС находились в стадии проекта, начало работ по сооружению ГЭС запланировано на 2008 год, ввод в эксплуатацию — на 2009 год. В январе 2008 года фирмой «Энергострой ЛТД» было завершено создание технико-экономического обоснования проекта, при этом мощность ГЭС указывалась соответствующей 13,2 МВт. В марте 2008 года было подтверждено, что работы по сооружению ГЭС находятся в стадии практической реализации, при этом мощность ГЭС указывалась равной 12,3 МВт. На странице сайта фонда «Новая энергия», посвящённой проектам, находящимся в стадии практической реализации , мощность ГЭС указана равной 7,6 МВт, среднегодовая выработка — 31,4 млн кВт·ч. По состоянию на 2024 год, строительство станции начато не было и более не планируется.

### Магарская ГЭС
Расположена на р. Каракойсу, в Чародинском районе. Согласно проекту, мощность ГЭС — 15 МВт. Проектные проработки по ГЭС были проведены в 1990-х годах, проект претерпевал изменения (так, встречаются сведения о мощности ГЭС в 65 МВт). Осенью 2006 года ОАО «Зеленчукские ГЭС» объявило конкурс на создание технико-экономического обоснования строительства Магарской ГЭС. По состоянию на 2024 год, строительство станции начато не было и более не планируется.

### Ахтынская ГЭС-2
Расположена на р. Самур. Согласно проекту, мощность ГЭС — 20 МВт, среднегодовая выработка — 73,2 млн кВт·ч. В здании ГЭС должны быть установлены 4 гидроагрегата мощностью по 5 МВт. Проектные проработки по ГЭС на Самуре велись ещё во времена СССР, причем, согласно планам, предусматривалось строительство средней ГЭС мощностью 96 МВт и среднегодовой выработкой 370 млн кВт·ч. Позднее, уже в 1990-х годах, проект был скорректирован с целью уменьшения затрат на строительство. В 2005 году было проведено совещание руководства ОАО «ДРГК», местных властей и представителей проектных и строительных организаций, в ходе которого была одобрена площадка размещения ГЭС в 102 км от устья р. Самур, планировалось в ближайшем будущем приступить к сооружению ГЭС с участием средств израильских инвесторов. Весной 2007 года ОАО «ГидроОГК» представило проект станции и предложило частным инвесторам до 75 % акций в капитале ГЭС, было заявлено о планах ввода ГЭС в 2009 году. В 2006 году были проведены инженерные изыскания на площадке ГЭС. В конце 2006 года глава ОАО «ДРГК» Тимур Гамзатов заявлял о намерении начать строительство ГЭС в 2007 году.
В июне 2007 года альтернативный проект строительства ГЭС (базовый проект создан институтом «Ленгидропроект») предложила французская компания «Мекамиди» (Mecamidi), подписавшая в 2006 году с ОАО «ДРГК» протокол о сотрудничестве.
Параметры нового проекта неизвестны. В проекте программы развития гидроэнергетики России фигурирует крупная Ахтынская ГЭС-2 мощностью 120 МВт, среднегодовой выработкой 460 млн кВт·ч и датой ввода в 2016—2020 годах. В июне 2008 года появилась информация, что строительные работы в створе Ахтынской ГЭС-2 могут начаться в самом ближайшем будущем, при этом мощность ГЭС заявлена равной 22 МВт. По состоянию на 2024 год, строительство станции начато не было.

### Цудахарская ГЭС
Расположена на р. Казикумухское Койсу. ГЭС деривационного типа. Планируемая мощность ГЭС — 3,2 МВт, среднегодовая выработка — 13 млн кВт·ч, напор — 25 метров, длина напорного водовода — 500 метров, диаметр водовода — 3 метра. В здании ГЭС должны быть установлены поворотно-лопастные турбины.
Объявленный в конце 2006 года конкурс на создание проекта ГЭС выиграла французская фирма «Мекамиди» (Mecamidi). Летом 2007 года представители фирмы осмотрели створ ГЭС и выдвинули предложения, касающиеся увеличения мощности и выработки ГЭС. В июне 2008 года появилась информация, что строительные работы в створе ГЭС могут начаться в самом ближайшем будущем, при этом мощность ГЭС заявлена равной 3,6 МВт. 11 июня 2008 года состоялась церемония закладки памятной капсулы в основание ГЭС, которой было присвоено имя видного государственного деятеля Дагестана Магомеда-Салама Умаханова . Работы по сооружению ГЭС были начаты в августе 2010 года. Заказчик строительства ГЭС — ОАО «Межрегиональная энергетическая компания», организатор строительства — ООО «Энергострой ЛТД». Строительство станции было остановлено при готовности 37%.

### Рутульская ГЭС
Расположена на р. Лалаан. Объявленный в конце 2006 года конкурс на создание проекта ГЭС выиграла французская фирма «Мекамиди» (Mecamidi). Летом 2007 года представители фирмы осмотрели створ ГЭС и выдвинули предложения, касающиеся увеличения мощности и выработки ГЭС. По первоначальным проработкам, мощность ГЭС должна была составлять 0,6 МВт, среднегодовая выработка 2,93 млн кВт·ч, в здании ГЭС располагался один гидроагрегат, работающий при напоре 70 м. В июне 2008 года появилась информация, что строительные работы в створе ГЭС могут начаться в течение 2008 года, при этом мощность ГЭС заявлена равной 3,6 МВт. Строительство начато не было. В 2021 году створ проекта был посещен итальянскими инженерами из компании «Idroenegia» и проект включен в программу строительства Самурских МГЭС 11-16 с установленной мощностью МГЭС — 1 МВт. 30 ноября 2023 года в с. Рутул прошли очные общественные консультации с местным населением по вопросам проектирования и строительства малой гидроэлектростанции «Самурская МГЭС-16» на р. Лалаан, организованные компанией «ЭкоЭнерджи Групп».

### Суйгутская ГЭС
Расположена в Рутульском районе. Мощность ГЭС — 1,2 МВт, среднегодовая выработка 5,4 млн кВт·ч. В ноябре 2006 года ОАО «Зеленчукские ГЭС» объявило конкурс на разработку технико-экономического обоснования (проекта) строительства ГЭС. В марте 2008 года было заявлено, что проект сооружения ГЭС находится в стадии практической реализации. По состоянию на 2024 год, строительство станции начато не было и более не планируется.

### Тиндинка ГЭС
На р. Тиндинка (Тиндинская). Мощность ГЭС — 4 МВт, среднегодовая выработка 25 млн кВт·ч. В декабре 2007 года фонд «Новая энергия», контролируемый ОАО «ГидроОГК», объявил конкурсы на разработку проекта и поставку гидротурбинного оборудования для данной ГЭС. В марте 2008 года было заявлено, что проект сооружения ГЭС находится в стадии практической реализации. По состоянию на 2024 год, строительство станции начато не было и более не планируется.

### Темирор ГЭС
На р. Темирор. Мощность ГЭС — 1,2 МВт, среднегодовая выработка 9 млн кВт·ч. В декабре 2007 года фонд «Новая энергия», контролируемый ОАО «ГидроОГК», объявил конкурсы на разработку проекта и поставку гидротурбинного оборудования для данной ГЭС. Параметры проекта ГЭС и сроки его реализации неизвестны. В марте 2008 года было заявлено, что проект сооружения ГЭС находится в стадии практической реализации. По состоянию на 2024 год, строительство станции начато не было и более не планируется.

### Мазадинка ГЭС
Мощность ГЭС — 2,2 МВт, среднегодовая выработка 10 млн кВт·ч. В декабре 2007 года ОАО «ДРГК» заявило о проекте данной ГЭС. Было отмечено, что работы находятся в предпроектной стадии. В марте 2008 года было заявлено, что проект сооружения ГЭС находится в стадии практической реализации. По состоянию на 2024 год, строительство станции начато не было и более не планируется.

### Самурский энергетический кластер
Самурский энергетический кластер — комплексный проект по освоению возобновляемых природных ресурсов Южного Дагестана на основе принципов гибридной энергетики с созданием комплекса генерирующих объектов ВИЭ, в основе которого лежат малые ГЭС. Проект предусматривает создание комплекса объектов ВИЭ на территории Южного Дагестана, суммарной мощностью 525 МВт. Проект разработан Артуром Алибековым и Мансуром Кадимовым из «ЭкоЭнерджи Групп» в 2018 году. В проект кластера входит: создание солнечных электростанций, создание малых гидроэлектростанций в бассейне реки Самур, создание геотермальной станции, создание ветропарка на малых ВЭУ и производство водорода. В 2021 году стало известно о начале реализации проекта со строительства 6-ти типовых экологичных малых ГЭС на притоках р. Самур — Самурские МГЭС 11—16 по итальянской технологии, мощностью по 1 МВт каждая. В 2022 году стало известно о начале реализации солнечного компонента проекта Самурского энергетического кластера в Дербентском районе мощностью 135 МВт. Инвестором проекта СЭС выступила компания «Солар Системс».

#### Джабинская малая ГЭС
Проект предложен в 2019 году компанией «ЭкоЭнерджи» в Ахтынском районе на реке Самур в качестве опорного объекта Самурского энергетического кластера. С 2018 по 2020 год были проведены инженерные изыскания и разработано ТЭО проекта в приплотинной компоновке здания ГЭС. Изначально мощность малой ГЭС планировалась в 42 МВт для реализации в рамках механизма ДПМ ВИЭ с сооружением 2-х зданий МГЭС. После внесения изменений в механизм ДПМ ВИЭ 2.0, в котором главным параметром становилась не мощность, а выработка электростанций, проект был переработан и оптимизирован под мощность 30 МВт, со среднегодовой выработкой около 170 млн кВт⋅ч и одним зданием МГЭС. Стоимость проекта оценивалась в 6-10 млрд рублей. В 2021 году проект готовился компанией «ЭкоЭнерджи» для участия в программе ДПМ ВИЭ, однако не был подан на конкурсный отбор проектов ВИЭ. Проект находится в стадии разработки проектно-сметной документации и является одним из самых проработанных для реализации малых ГЭС в бассейне реки Самур.

#### Самурские малые ГЭС 11-16
Самурские мини-ГЭС 11-16 — реализующийся проект строительства 6-ти унифицированных объектов мини-гидростанций на притоках реки Самур единичной мощностью по 1 МВт (всего 6 МВт). Типовые мини-ГЭС реализуются по экологичной технологии «EcoГЭС», предусматривающей деривационную схему работы с мероприятиями по интеграции сооружений в ландшафт и создание рыбопропускных сооружений, без создания водохранилищ и затопления территорий. Проект находится на стадии разработки проектно-сметной документации и реализуется компанией «ЭкоЭнерджи Групп». В 2021 году проекты малых ГЭС были включены в Схему и программу развития электроэнергетики Республики Дагестан на 2022−2026 годы. В июле 2023 года был проведен тендер на выполнение проектно-изыскательских работ для реализации 6-ти Самурских МГЭС на притоках рек в бассейне реки Самур. Согласно опубликованной документации планируется строительство 6-ти малых гидроэлектростанций, мощностью по 0,99 МВт в Рутульском и Ахтынском районах Республики Дагестан. МГЭС будут оснащены ковшовыми гидроагрегатами, произведенными в Российской Федерации. 30 ноября 2023 года в с. Рутул прошли очные общественные консультации с местным населением по вопросам проектирования и строительства малой гидроэлектростанции «Самурская МГЭС-16» на р. Лалаан, организованные компанией «ЭкоЭнерджи Групп».

## Другие проекты
В 1990-х и 2000-х годах были проведены предварительные проработки по ряду малых ГЭС, информация по которым представлена в таблице. Современный статус этих проектов неизвестен
| Название ГЭС                  | Река                   | Напор, м | Мощность, МВт | Выработка, млн кВт·ч/год | Гидроагрегаты, шт. х мощность, МВт |
| ----------------------------- | ---------------------- | -------- | ------------- | ------------------------ | ---------------------------------- |
| Каратинская ГЭС               | Ахвах                  | 125      | 0,6           | 4,32                     | 2х0,3                              |
| Хновские ГЭС (3 ГЭС)          | Даличай                | 3х56     | 3х1,8         | 27,86                    | 3х(3х0,6)                          |
| Курушская ГЭС-2               | сток ГЭС-1             | 326      | 0,3           | 1,8                      | 1х0,3                              |
| Микрахская ГЭС                | Канал Микрах Каракюри  | 120      | 1,2           | 2,85                     | 2х0,6                              |
| Хрюгская ГЭС                  | Канал Ахты-Кака        | 85       | 1,2           | 6,61                     | 2х0,6                              |
| Хунзахская ГЭС                | Чондатль-Тляр          | 350      | 0,6           | 3,8                      | 2х0,3                              |
| Докузпаринские ГЭС (2 ГЭС)    | ?                      | ?        | 1,2           | ?                        | ?                                  |
| Смугулская ГЭС                | ?                      | ?        | ?             | ?                        | ?                                  |
| Лалаанская ГЭС                | Лалаан                 | 120      | 1             | 4,2                      | 1                                  |
| Чай ГЭС                       | ?                      | ?        | ?             | ?                        | ?                                  |
| Малые ГЭС в бассейне р. Сулак | реки бассейна р. Сулак | 60       | 77х0,6        | 274,4                    | 77х0,6                             |